# エルム・ポイント (イリノイ州)
エルム・ポイント（英語、Elm Point）は、アメリカ合衆国のイリノイ州南部ボンド郡にかつて存在した入植地である。エルム・ポイントの名が地図上に記載されたのは1876年のことである。その位置は北緯39度0分21秒、西経89度28分25秒であった。ここの標高は185mで、この付近を現在はイリノイ州道127号線が通っている。